# 1360
Cette page concerne l'année 1360  du calendrier julien. Pour l'année 1360 av. J.-C., voir 1360 av. J.-C.
L'année 1360 est une année bissextile qui commence un mercredi.

## Événements
- Récurrence de la peste en Europe. L’Angleterre perd 22,7 % de sa population[1].

- 11 janvier : Édouard III d'Angleterre tente sans succès d'entrer dans Reims pour s’y faire sacrer[2]. Il est mis en fâcheuse posture par le dauphin Charles qui refuse obstinément le combat par la stratégie de la terre déserte.

- Mars : Tughluk Timur (en), khan du Mogholistan, intervient en Transoxiane et chasse du pouvoir les émirs et les membres de la noblesse turque locale. Il place son fils Ilyas Khoja (en) comme gouverneur et restaure pour un temps l’unité du Djaghataï[3].

- 10 mars : traité de Guillon[2].
- 15 mars : raid normand sur le port de Winchelsea[4].
- 19 mars : en France, le Parlement devient la section spécialisée du Conseil qui s’occupe de la justice[5].
- 31 mars : Édouard III installe son quartier général au château de Chanteloup à Saint-Germain-lès-Arpajon et dirige l'investissement de Paris. Longjumeau, Montlhéry, Corbeil et Orly sont occupés et pillés dans la foulée. Puis entre le 5 et le 7 avril c'est au tour de Châtillon, Montrouge, Gentilly, Cachan, Issy, Vanves et Vaugirard.
- 12 avril : Édouard III lève le siège de Paris et prend la direction de la Beauce.
- 13 avril : c'est le fameux « Black Monday »; Alors que l'armée anglaise est quelque part dans le territoire des actuelles Yvelines, une terrible tempête éclate. Un orage de grêle qui tue les bêtes et les gens, détruit les chariots, les vivres et l'armement[6].
- 8 mai : la paix franco-anglaise de Brétigny met fin à la première partie de la guerre de Cent Ans[2] :
  - La France perd l’Aquitaine (Guyenne, Gascogne, Quercy, Rouergue, Limousin et Poitou), le Ponthieu, Guînes et Calais au profit des Anglais.
  - Jean le Bon est libéré contre trois millions d’écus d’or de rançon (ses fils les ducs de Berry et d’Anjou le remplacent comme otage en Angleterre).
  - Édouard III renonce à la couronne de France.
  - Le Prince Noir repousse de Guyenne les grandes compagnies qu’il avait engagées une fois signée la paix avec Jean le Bon. Ce dernier, incapable de les contrôler, doit supporter leurs pillages en Poitou et Berry[7].
- Été : le roi de Danemark Valdemar Atterdag s’empare de la Scanie[8].
- 24 - 26 octobre : le traité de Brétigny est ratifié à Calais par les rois Jean II de France et Édouard III d'Angleterre[9].
- 25 octobre : libération de Jean le Bon à Calais.
- 26 octobre - 29 octobre : Jean le Bon est à Boulogne[10].
  - Louis, deuxième fils de Jean le Bon et frère du futur Charles V, reçoit le droit d'hérédité sur son apanage d'Anjou, ainsi que le titre de duc et pair, son budget propre, sa Chambre des Comptes et le droit de nommer les hauts officiers royaux[11].
  - Philippe II le Hardi devient duc de Touraine[12].
- 5 décembre : ordonnance de création du Franc à cheval à Compiègne[13].
- Nuit du 27 au 28 décembre : les Grandes compagnies prennent la ville de Pont-Saint-Esprit[14].

- Le trésorier juif Samuel ha-Levi est arrêté et ramené de Tolède à Séville par le roi Pierre le Cruel[15]. Il meurt sous la torture en 1361.